# Martin Kratochvíl
Martin Kratochvíl (Praag, 22 mei 1946) is een Tsjechische jazz- en jazzrock-keyboardspeler en pianist, componist, zakenman en filmmaker.
Kratochvíl was in 1964 de medeoprichter van de groep Jazz Q (elf albums). Tevens was hij oprichter van de onderneming Bonton, een distributie- en productiebedrijf voor onder meer films. Het platenlabel Bonton van de onderneming ging in 1988 samen met de Tsjechische tak van Sony Music en heet sindsdien Sony Music Bonton. Ook werkte hij bij het investerings-privatiseringsfonds TREND, dat in 2000 bankroet ging. Hij heeft een opnamestudio en treedt sinds het midden van de jaren tachtig op in een akoestisch duo met de Amerikaanse gitarist Tony Ackerman. Met Ackerman nam hij negen albums op. Kratochvíl is tevens reiziger en bergbeklimmer en heeft tijdens zijn reizen verschillende documentaires gemaakt. Ook heeft hij enkele boeken geschreven.

## Discografie (selectie)
- Jazz Q, Supraphon, 2010